# Чемпіонат України з футболу

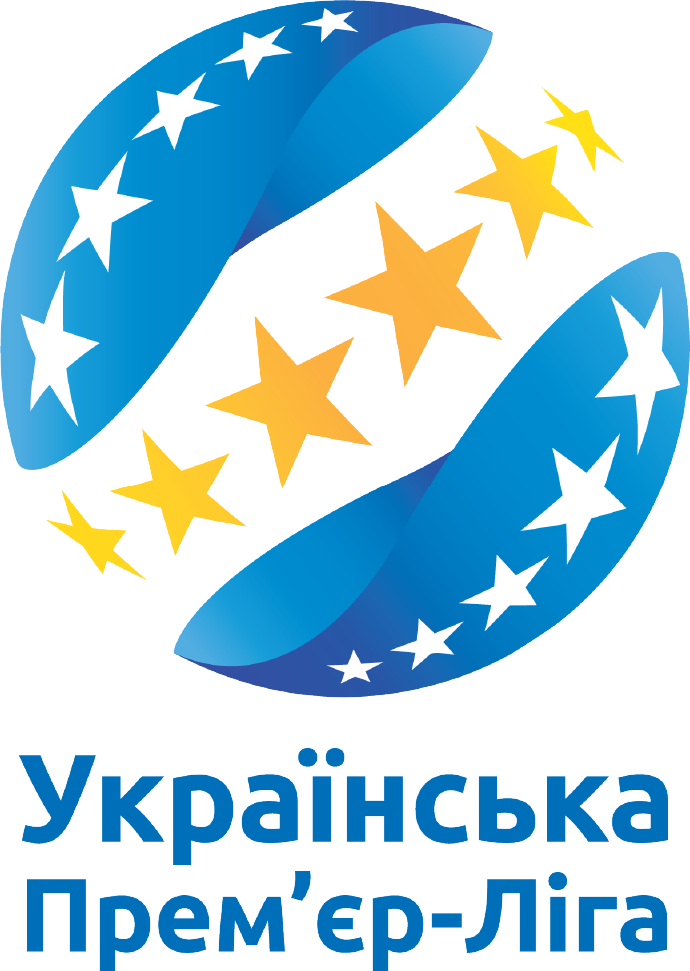
Емблема Прем'єр-ліги

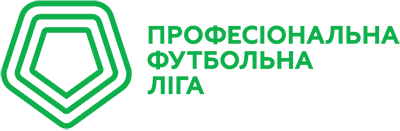
Емблема ПФЛ (1 та 2 ліга)

Емблема ААФУ (Аматорська ліга)

Чемпіонат України з футболу — футбольні змагання в Україні, засновані в 1991 році. У змаганнях беруть участь всі футбольні команди з Прем'єр-ліги, першої та другої ліг. Сезон триває зі середини липня до початку червня наступного року з зимовою перервою з початку грудня до початку березня. Наприкінці сезону команди, що посіли два останні місця в Прем'єр-лізі України, переходять класом нижче до першої ліги і відповідно дві найкращі команди першої ліги здобувають путівки до Прем'єр-ліги.
Прем'єр-ліга знаходиться під управлінням Української прем'єр-ліги, а перша та друга ліги — під управлінням Професіональної футбольної ліги України (ПФЛ).

## Історія
До проголошення незалежності України проводився чемпіонат УРСР, який у різні роки мав різні формати і склади учасників, але в більшості випадків найсильніші клуби України грали лише у загальнорадянських турнірах. Саме вони після проголошення незалежності і стали учасниками першого розіграшу Вищої ліги чемпіонату України — усі 6 українських команд вищої ліги чемпіонату СРСР 1991 року, обидві українські команди першої ліги чемпіонату СРСР 1991 року, 9 з 11 українських команд буферної зони другої ліги чемпіонату СРСР 1991 року, а також 2 найкращі команди першої (української) зони другої нижчої ліги чемпіонату СРСР 1991 року та переможець Кубку УРСР 1991 року. Ці 20 команд були розділені на 2 групи по 10 команд і розіграли титул чемпіона вищої ліги України. До новоствореної першої ліги чемпіонату України, другого дивізіону країни, були включені дві найгірші українські команди буферної зони другої ліги чемпіонату СРСР 1991 року, інші 20 команд першої (української) зони другої нижчої ліги чемпіонату СРСР 1991 року, а також три найкращі команди чемпіонату УРСР серед КФК 1991 року, а «Динамо», «Чорноморець» і «Шахтар» отримали право заявити у лігу свої резервні команди. Ці 28 команд також були поділені на дві групи, переможці яких отримували можливість вийти до вищого дивізіону. Останні три команди першої (української) зони другої нижчої ліги чемпіонату СРСР 1991 року разом з іншими командами чемпіонату УРСР серед КФК 1991 року були включені в напіваматорську перехідну лігу, що складалась з 18 команд, які були розділені на дві групи географічно: група 1 (захід і північ), група 2 — (схід і південь), але не брали участі в першому розіграші Кубка України.
Після завершення скороченого сезону 1992 року перехідна ліга розділилася на другу лігу, яка стала третім дивізіоном, та перехідну лігу, яка стала четвертим, куди потрапило десять найгірших команд, що брали участь у сезоні 1992 року у другій лізі України, а решта вісім — найкращі команди чемпіонату України серед аматорів. При цьому у сезоні 1992/93 поділ дивізіонів на групи було скасовано.
У 1994 році перехідна ліга була перейменована в третю лігу і отримала статус професіональної, але під час зимової перерви 1995 року її було вирішено скасувати і знову об'єднати з другою лігою. В результаті з сезону 1995/96 друга ліга знову була розділена на дві групи, а з 1997/98 — на три. З 2005 року через зменшення професіональних клубів друга ліга знову була скорочена до двох груп, а 2013 року — до однієї. З 2017 року знову було відновлено дві групи.
У 2022 року після початку російського вторгнення турніри сезону 2021/22 не були завершені. 2 травня 2022 року це рішення було затверджено Виконкомом УАФ, а після його відновлення через різке скорочення кількості учасників перша ліга була розділена на дві групи, натомість друга була об'єднана в одну групу.
Першочергово організацією усіх змагань займалась Федерація футболу України, поки 1996 року не була створена Професіональна футбольна ліга України, під егідою якої стали проводитись професіональні турніри, а 1998 року — Асоціація аматорського футболу України, яка стала опікуватись аматорськими змаганнями. 2008 року була створена ОПФКУ «Прем'єр-ліга», яка взялась за організацію матчів вищого дивізіону, в результаті чого він змінив назву з Вищої на Прем'єр-лігу.

## Чемпіони
| Сезон   | Прем'єр-ліга           | Перша ліга                          | Друга ліга                                                                                        | Третя ліга               |
| ------- | ---------------------- | ----------------------------------- | ------------------------------------------------------------------------------------------------- | ------------------------ |
| 1992    | «Таврія» (Сімферополь) | Група А: «Верес» Група Б: «Кривбас» | Група А: «Дністер» (Заліщики) Група Б: «Бажановець» (Макіївка)                                    | —                        |
| 1992/93 | «Динамо» (Київ)        | «Нива» (Вінниця)                    | «Дніпро» (Черкаси)                                                                                | «Нафтохімік» (Кременчук) |
| 1993/94 | «Динамо» (Київ)        | «Прикарпаття»                       | «Бориспіль»                                                                                       | «Сіріус» (Жовті Води)    |
| 1994/95 | «Динамо» (Київ)        | «Зірка-НІБАС» (Кіровоград)          | «Явір» (Краснопілля)                                                                              | ЦСКА (Київ)              |
| 1995/96 | «Динамо» (Київ)        | «Ворскла» (Полтава)                 | Група А: ЦСКА (Київ) Група Б: «Металург» (Маріуполь)                                              | —                        |
| 1996/97 | «Динамо» (Київ)        | «Металург» (Донецьк)                | Група А: «Десна» (Чернігів) Група Б: «Авангард-Індустрія»                                         | —                        |
| 1997/98 | «Динамо» (Київ)        | СК «Миколаїв»                       | Група А: «Поділля» (Хмельницький) Група Б: «Кристал» (Херсон)                                     | —                        |
| 1998/99 | «Динамо» (Київ)        | «Динамо-2» (Київ)                   | Група А: «Закарпаття» Група Б: СК «Одеса» Група В: «Оболонь-ППО» (Київ)                           | —                        |
| 1999/00 | «Динамо» (Київ)        | «Динамо-2» (Київ)                   | Група А: «Буковина» Група Б: «Борисфен» Група В: «Дніпро-2»                                       | —                        |
| 2000/01 | «Динамо» (Київ)        | «Динамо-2» (Київ)                   | Група А: «Полісся» (Житомир) Група Б: «Оболонь» (Київ) Група В: «Нафтовик» (Охтирка)              | —                        |
| 2001/02 | «Шахтар» (Донецьк)     | «Волинь-1» (Луцьк)                  | Група А: «Красилів» Група Б: «Система-Борекс» Група В: «Суми»                                     | —                        |
| 2002/03 | «Динамо» (Київ)        | «Зірка» (Кіровоград)                | Група А: «Лукор» (Калуш) Група Б: «Нафком-Академія» Група В: «Зоря» (Луганськ)                    | —                        |
| 2003/04 | «Динамо» (Київ)        | «Закарпаття»                        | Група А: «Газовик-Скала» (Стрий) Група Б: «Динамо-ІгроСервіс» Група В: «Сталь» (Дніпродзержинськ) | —                        |
| 2004/05 | «Шахтар» (Донецьк)     | «Сталь» (Алчевськ)                  | Група А: «Рава» (Рава-Руська) Група Б: «Кримтеплиця» Група В: «Геліос» (Харків)                   | —                        |
| 2005/06 | «Шахтар» (Донецьк)     | «Зоря» (Луганськ)                   | Група А: «Десна» (Чернігів) Група Б: МФК «Миколаїв» Група В: «Дніпро» (Черкаси)                   | —                        |
| 2006/07 | «Динамо» (Київ)        | «Нафтовик-Укрнафта»                 | Група А: «Дністер» (Овідіополь) Група Б: ПФК «Севастополь»                                        | —                        |
| 2007/08 | «Шахтар» (Донецьк)     | «Іллічівець»                        | Група А: «Княжа» (Щасливе) Група Б: «Комунальник»                                                 | —                        |
| 2008/09 | «Динамо» (Київ)        | «Закарпаття»                        | Група А: «Нива» (Тернопіль) Група Б: «Зірка» (Кіровоград)                                         | —                        |
| 2009/10 | «Шахтар» (Донецьк)     | ПФК «Севастополь»                   | Група А: «Буковина» (Чернівці) Група Б: «Титан» (Армянськ)                                        | —                        |
| 2010/11 | «Шахтар» (Донецьк)     | ПФК «Олександрія»                   | Група А: МФК «Миколаїв» Група Б: «Олімпік» (Донецьк)                                              | —                        |
| 2011/12 | «Шахтар» (Донецьк)     | «Говерла-Закарпаття»                | ПФК «Суми»                                                                                        | —                        |
| 2012/13 | «Шахтар» (Донецьк)     | ПФК «Севастополь»                   | «Десна» (Чернігів)                                                                                | —                        |
| 2013/14 | «Шахтар» (Донецьк)     | «Олімпік» (Донецьк)                 | «Гірник-Спорт»                                                                                    | —                        |
| 2014/15 | «Динамо» (Київ)        | «Олександрія»                       | «Черкаський Дніпро»                                                                               | —                        |
| 2015/16 | «Динамо» (Київ)        | «Зірка» (Кіровоград)                | «Колос» (Ковалівка)                                                                               | —                        |
| 2016/17 | «Шахтар» (Донецьк)     | «Іллічівець»                        | «Жемчужина» (Одеса)                                                                               | —                        |
| 2017/18 | «Шахтар» (Донецьк)     | «Арсенал-Київ»                      | «Агробізнес»                                                                                      | —                        |
| 2018/19 | «Шахтар» (Донецьк)     | «Дніпро-1» (Дніпро)                 | «Кремінь» (Кременчук)                                                                             | —                        |
| 2019/20 | «Шахтар» (Донецьк)     | «Минай»                             | не визначено                                                                                      | —                        |
| 2020/21 | «Динамо» (Київ)        | «Верес» (Рівне)                     | «Метал» (Харків)                                                                                  | —                        |
| 2021/22 | не визначено           | не визначено                        | не визначено                                                                                      | —                        |
| 2022/23 | «Шахтар» (Донецьк)     | «Полісся» (Житомир)                 | «Нива» (Бузова)                                                                                   | —                        |
| 2023/24 | «Шахтар» (Донецьк)     | «Інгулець» (Петрове)                | «Дружба» (Мирівка)                                                                                | —                        |
| 2024/25 | «Динамо» (Київ)        | «Епіцентр» (Кам'янець-Подільський)  | «Пробій» (Городенка)                                                                              | —                        |

## Клуби-переможці

### Прем'єр-ліга
| Клуб                   | Чемпіонств | Переможні роки                                                                                       |
| ---------------------- | ---------- | --- |
| «Динамо» (Київ)        | 17         | 1993, 1994, 1995, 1996, 1997, 1998, 1999, 2000, 2001, 2003, 2004, 2007, 2009, 2015, 2016, 2021, 2025 |
| «Шахтар» (Донецьк)     | 15         | 2002, 2005, 2006, 2008, 2010, 2011, 2012, 2013, 2014, 2017, 2018, 2019, 2020, 2023, 2024             |
| «Таврія» (Сімферополь) | 1          | 1992                                                                                                 |

### Перша ліга
Вказано команди, які здобули понад 1 титул чемпіона
| Клуб                           | Чемпіонств | Переможні сезони          |
| ------------------------------ | ---------- | ------------------------- |
| «Динамо-2» (Київ)              | 3          | 1998-99, 1999-00, 2000-01 |
| «Говерла-Закарпаття» (Ужгород) | 3          | 2003-04, 2008-09, 2011-12 |
| «Зірка» (Кіровоград)           | 3          | 1994-95, 2002-03, 2015-16 |
| ФК «Олександрія»               | 2          | 2010-11, 2014-15          |
| «Верес» (Рівне)                | 2          | 1992, 2020-21             |
| «Іллічівець» (Маріуполь)       | 2          | 2007-08, 2016-17          |
| ФК «Севастополь»               | 2          | 2009-10, 2012-13          |

### Друга ліга
Вказано команди, які здобули понад 1 титул чемпіона
| Клуб                   | Чемпіонств | Переможні сезони          |
| ---------------------- | ---------- | ------------------------- |
| «Десна» (Чернігів)     | 3          | 1996-97, 2005-06, 2012-13 |
| «Борисфен» (Бориспіль) | 2          | 1993-94, 1999-00          |
| «Оболонь» (Київ)       | 2          | 1998-99, 2000-01          |
| «Дніпро» (Черкаси)     | 2          | 1992-93, 2005-06          |
| «Буковина» (Чернівці)  | 2          | 1999-00, 2009-10          |
| МФК «Миколаїв»         | 2          | 2005-06, 2010-11          |
| «Нива» (Тернопіль)     | 2          | 2008-09, 2019-20          |

## Найкращі бомбардири
| Сезон   | Прем'єр-ліга                                               | Перша ліга                                                              | Друга ліга |
| ------- | ---------------------------------------------------------- | ----------------------------------------------------------------------- | --- |
| 1992    | Юрій Гудименко («Таврія», 12)                              | Денис Філімонов («Кривбас», 16)                                         | Олег Вєтров («Бажановець», 11) Віталій Пушкуца («Олімпік» (Харків), 11)                                                        |
| 1992-93 | Сергій Гусєв («Чорноморець», 17)                           | Роман Григорчук («Прикарпаття», 26) Ігор Коляда («Темп», 26)            | Степан Матвіїв («Дніпро» (Черкаси), 20)                                                                                        |
| 1993-94 | Тимерлан Гусейнов («Чорноморець», 18)                      | Сергій Чуйченко («Поліграфтехніка», 26)                                 | Віктор Д'як («Бажановець», 21)                                                                                                 |
| 1994-95 | Арсен Аваков («Торпедо», 21)                               | Сергій Чуйченко («Поліграфтехніка», 27)                                 | Анатолій Борисенко («Титан», 23)                                                                                               |
| 1995-96 | Тимерлан Гусейнов («Чорноморець», 20)                      | Сергій Чуйченко («Поліграфтехніка», «Ворскла», 35)                      | Андрій Гето («Авангард Жидачів», 18)                                                                                           |
| 1996-97 | Олег Матвєєв («Шахтар», 21)                                | Олексій Антюхін («Динамо-2», 22)                                        | Ігор Толстов («Гірник-Спорт», «Петрівці», 15)                                                                                  |
| 1997-98 | Сергій Ребров («Динамо», 22)                               | Геннадій Скідан (СК «Миколаїв», 22) Олег Грицай («Черкаси», 22)         | Сергій Дранов («Шахтар-2», 20)                                                                                                 |
| 1998-99 | Андрій Шевченко («Динамо», 18)                             | Олег Грицай («Черкаси», 19)                                             | Сергій Шевцов («Кристал», 24)                                                                                                  |
| 1999-00 | Максим Шацьких («Динамо», 20)                              | Павло Паршин («Полісся», 17)                                            | Василь Швед («Газовик», 21) |
| 2000-01 | Андрій Воробей («Шахтар», 21)                              | Сергій Чуйченко («Поліграфтехніка», 20)                                 | Олексій Сендель («Красилів», 17)                                                                                               |
| 2001-02 | Сергій Шищенко («Металург» Д, 12)                          | Віктор Ареф'єв («Сталь» (Алчевськ), 17) \|Василь Сачко («Волинь-1», 17) | Володимир Крижанівський («Лукор», 27)                                                                                          |
| 2002-03 | Максим Шацьких («Динамо», 22)                              | Максим Штаєр («Красилів», 15)                                           | Сергій Левченко («Нафком-Академія», 30)                                                                                        |
| 2003-04 | Георгій Деметрадзе («Металург» Д, 18)                      | Олександр Алієв («Динамо-2», 16)                                        | Роман Каракевич («Рава», 21)                                                                                                   |
| 2004-05 | Олександр Косирін («Чорноморець», 14)                      | Роман Пахолюк («Нива» (Вінниця), 17)                                    | Олександр Кожем'яченко («Десна», 20)                                                                                           |
| 2005-06 | Брандау («Шахтар») Еммануель Окодува («Арсенал») (по 15)   | Богдан Єсип («Нафтовик-Укрнафта», 19)                                   | Олександр Кожем'яченко («Десна», 22)                                                                                           |
| 2006-07 | Олександр Гладкий (ФК «Харків», 13)                        | Матвій Бобаль («ІгроСервіс», 16)                                        | Олег Губський («Фенікс-Іллічовець», 21)                                                                                        |
| 2007-08 | Марко Девич («Металіст», 19)                               | Матвій Бобаль («ІгроСервіс», 23)                                        | Андрій Будний («Оболонь-2», 20) Віктор Ареф'єв («Олімпік», 20) Євгеній Арбузов («Титан», 20), Юрій Кудінов («Комунальник», 20) |
| 2008-09 | Олександр Ковпак («Таврія», 17)                            | Олександр Пищур («Волинь», 22)                                          | Ігор Бездольний («Титан», 22)                                                                                                  |
| 2009-10 | Артем Мілевський («Динамо», 17)                            | Сергій Кучеренко («Кримтеплиця», 19)                                    | Владислав Коробкін («Буковина», 14)                                                                                            |
| 2010-11 | Євген Селезньов («Дніпро», 17)                             | Руслан Гунчак («Буковина», 20)                                          | Вадим Шаврін («Олімпік», 18)                                                                                                   |
| 2011-12 | Євген Селезньов («Шахтар») Майкон («Волинь») (по 14)       | Олександр Косирін («Одеса», «Говерла-Закарпаття», 19)                   | Євген Радіонов («Полтава», 11)                                                                                                 |
| 2012-13 | Генріх Мхітарян («Шахтар», 25)                             | Сергій Кузнецов (ФК «Севастополь», 18)                                  | Станіслав Куліш («Сталь» (Дніпродзержинськ), 29)                                                                               |
| 2013-14 | Луїс Адріану («Шахтар», 20)                                | Олександр Акименко («Сталь» (Алчевськ), 13)                             | Станіслав Куліш («Сталь» (Дніпродзержинськ), 31)                                                                               |
| 2014-15 | Алекс Тейшейра («Шахтар») Ерік Бікфалві («Волинь») (по 17) | Станіслав Куліш («Сталь» (Дніпродзержинськ), 21)                        | Олександр Батальський («Черкаський Дніпро», 18)                                                                                |
| 2015-16 | Алекс Тейшейра («Шахтар», 22)                              | Артем Фаворов («Оболонь-Бровар», 16)                                    | Олександр Бондаренко («Колос», 20)                                                                                             |
| 2016-17 | Андрій Ярмоленко («Динамо», 15)                            | Руслан Степанюк («Верес», 24)                                           | Ігор Худоб'як («Тепловик-Прикарпаття», 24)                                                                                     |
| 2017-18 | Факундо Феррейра («Шахтар», 21)                            | Олександр Акименко («Інгулець», 25)                                     | Сергій Давидов («Металіст 1925», 23)                                                                                           |
| 2018-19 | Жуніор Мораес («Шахтар», 19)                               | Станіслав Куліш («Дніпро-1», 17)                                        | Костянтин Черній («Кремінь», 20)                                                                                               |
| 2019-20 | Жуніор Мораес («Шахтар», 20)                               | Денис Кожанов («Волинь», 18)                                            | Михайло Шестаков («Верес», 11)                                                                                                 |
| 2020-21 | Владислав Кулач («Ворскла», 15)                            | Руслан Черненко («Агробізнес», 15)                                      | Адріан Пуканич («Ужгород», 13)                                                                                                 |
| 2021-22 | Артем Довбик («Дніпро-1», 14)                              | Матеус Пейшоту («Металіст», 14)                                         | Сергій Кравченко («Миколаїв», 13)                                                                                              |
| 2022-23 | Артем Довбик («Дніпро-1», 24)                              | Пилип Будківський («Полісся», 14)                                       | Артур Загорулько («Нива» (Вінниця), 14)                                                                                        |
| 2023-24 | Владислав Ванат («Динамо», 14)                             | Дмитро Щербак (СК «Полтава», 14)                                        | Артур Загорулько («Нива» (Вінниця), 17)                                                                                        |
| 2024-25 | Владислав Ванат («Динамо», 17)                             | Данило Кравчук («Епіцентр», 13)                                         | Богдан Оринчак («Пробій», 14)                                                                                                  |

## Підсумкові турнірні таблиці всіх чемпіонатів

### Прем'єр-ліга
Кількість команд на початок сезону:
| 1992  | 92/93 | 93/94 | 94/95 | 95/96 | 96/97 | 97/98 | 98/99 | 99/00 | 00/01 | 01/02 | 02/03 | 03/04 | 04/05 | 05/06 | 06/07 | 07/08 | 08/09 | 09/10 | 10/11 | 11/12 | 12/13 | 13/14 | 14/15 | 15/16 | 16/17 | 17/18 | 18/19 | 19/20 | 20/21 | 21/22 | 22/23 | 23/24 | 24/25 | 25/26 |
| ----- | ----- | ----- | ----- | ----- | ----- | ----- | ----- | ----- | ----- | ----- | ----- | ----- | ----- | ----- | ----- | ----- | ----- | ----- | ----- | ----- | ----- | ----- | ----- | ----- | ----- | ----- | ----- | ----- | ----- | ----- | ----- | ----- | ----- | ----- |
| 10+10 | 16    | 18    | 18    | 18    | 16    | 16    | 16    | 16    | 14    | 14    | 16    | 16    | 16    | 16    | 16    | 16    | 16    | 16    | 16    | 16    | 16    | 16    | 14    | 14    | 12    | 12    | 12    | 12    | 14    | 16    | 16    | 16    | 16    | 16    |

Статистика 10 найкращих команд вищої та Прем'єр-ліги станом на кінець сезону 2023–24.
У таблиці враховані матчі за 1–2 і 3–4 місця 1992 року, «золотий» матч 2006 року та матчі за учаcть у Лізі Європи у сезоні 2019—2020  
| М  | Команда       | Нас. пункт  | У  | І   | В   | Н   | П   | МЗ   | МП  | РМ   | О    | Примітка                                              |
| -- | ------------- | ----------- | -- | --- | --- | --- | --- | ---- | --- | ---- | ---- | ----------------------------------------------------- |
| 1  | «Динамо»      | Київ        | 33 | 966 | 702 | 162 | 102 | 2073 | 649 | 1424 | 2214 |                                                       |
| 2  | «Шахтар»      | Донецьк     | 33 | 966 | 678 | 166 | 122 | 2062 | 709 | 1353 | 2156 |                                                       |
| 3  | «Дніпро»      | Дніпро      | 26 | 765 | 379 | 199 | 187 | 1127 | 718 | 409  | 1267 |                                                       |
| 4  | «Ворскла»     | Полтава     | 28 | 814 | 282 | 216 | 316 | 889  | 972 | -83  | 1062 | Команда також виступала під назвою «Ворскла-Нафтогаз» |
| 5  | «Чорноморець» | Одеса       | 27 | 793 | 278 | 193 | 312 | 888  | 962 | -74  | 1005 |                                                       |
| 6  | «Карпати»     | Львів       | 27 | 800 | 255 | 227 | 318 | 872  | 999 | -127 | 946  |                                                       |
| 7  | «Металіст»    | Харків      | 21 | 603 | 258 | 151 | 194 | 778  | 722 | 56   | 899  |                                                       |
| 8  | «Кривбас»     | Кривий Ріг  | 23 | 694 | 230 | 184 | 280 | 710  | 846 | -136 | 852  |                                                       |
| 9  | «Зоря»        | Луганськ    | 23 | 672 | 242 | 150 | 280 | 792  | 921 | -129 | 850  | Команда також виступала під назвою «Зоря-МАЛС»        |
| 10 | «Таврія»      | Сімферополь | 23 | 681 | 237 | 170 | 274 | 795  | 873 | -78  | 843  |                                                       |

### Перша ліга
Кількість команд на початок сезону:
| 1992  | 92/93 | 93/94 | 94/95 | 95/96 | 96/97 | 97/98 | 98/99 | 99/00 | 00/01 | 01/02 | 02/03 | 03/04 | 04/05 | 05/06 | 06/07 | 07/08 | 08/09 | 09/10 | 10/11 | 11/12 | 12/13 | 13/14 | 14/15 | 15/16 | 16/17 | 17/18 | 18/19 | 19/20 | 20/21 | 21/22 | 22/23 | 23/24 | 24/25 | 25/26 |
| ----- | ----- | ----- | ----- | ----- | ----- | ----- | ----- | ----- | ----- | ----- | ----- | ----- | ----- | ----- | ----- | ----- | ----- | ----- | ----- | ----- | ----- | ----- | ----- | ----- | ----- | ----- | ----- | ----- | ----- | ----- | ----- | ----- | ----- | ----- |
| 14+14 | 22    | 20    | 22    | 22    | 24    | 22    | 20    | 18    | 18    | 18    | 18    | 18    | 18    | 18    | 20    | 20    | 18    | 18    | 18    | 18    | 18    | 16    | 16    | 16    | 18    | 18    | 16    | 16    | 16    | 16    | 8+8   | 10+10 | 9+9   | 16    |

Підсумкова таблиця (топ-10) станом на кінець сезону 2022/23
| М   | Команда              | Нас. пункт  | У  | I   | В   | Н   | П   | МЗ   | МП  | РМ  | О    | Примітка                                                                  |
| --- | -------------------- | ----------- | -- | --- | --- | --- | --- | ---- | --- | --- | ---- | ------------------------------------------------------------------------- |
| 1.  | «Динамо-2»           | Київ        | 25 | 886 | 402 | 218 | 266 | 1315 | 881 | 434 | 1022 |                                                                           |
| 2.  | «Нафтовик-Укрнафта»  | Охтирка     | 24 | 856 | 378 | 201 | 277 | 1131 | 891 | 240 | 957  | Команда також виступала під назвою «Нафтовик»                             |
| 3.  | «Сталь»              | Алчевськ    | 21 | 752 | 361 | 155 | 236 | 1082 | 786 | 296 | 877  |                                                                           |
| 4.  | ПФК «Олександрія»    | Олександрія | 18 | 652 | 312 | 164 | 176 | 903  | 595 | 308 | 788  | Команда також виступала під назвою «Поліграфтехніка»                      |
| 5.  | МФК «Миколаїв»       | Миколаїв    | 22 | 760 | 307 | 173 | 280 | 939  | 855 | 84  | 787  | Команда також виступала під назвами «Евіс», СК «Миколаїв» і ФК «Миколаїв» |
| 6.  | «Говерла-Закарпаття» | Ужгород     | 15 | 550 | 246 | 107 | 197 | 678  | 666 | 12  | 599  |                                                                           |
| 7.  | «Волинь»             | Луцьк       | 15 | 509 | 242 | 91  | 176 | 694  | 620 | 74  | 575  |                                                                           |
| 8.  | «Десна»              | Чернігів    | 14 | 484 | 189 | 112 | 183 | 581  | 536 | 45  | 490  |                                                                           |
| 9.  | «Полісся»            | Житомир     | 15 | 514 | 187 | 107 | 220 | 562  | 645 | -83 | 481  |                                                                           |
| 10. | «Геліос»             | Харків      | 13 | 434 | 162 | 116 | 156 | 448  | 466 | -18 | 440  |                                                                           |

### Друга ліга
Кількість команд на початок сезону:
| Група  | 92/93 | 93/94 | 94/95 | 95/96 | 96/97 | 97/98 | 98/99 | 99/00 | 00/01 | 01/02 | 02/03 | 03/04 | 04/05 | 05/06 | 06/07 | 07/08 | 08/09 | 09/10 | 10/11 | 11/12 | 12/13 | 13/14 | 14/15 | 15/16 | 16/17 | 17/18 | 18/19 | 19/20 | 20/21 | 21/22 | 22/23 | 23/24 | 24/25 | 25/26 |
| ------ | ----- | ----- | ----- | ----- | ----- | ----- | ----- | ----- | ----- | ----- | ----- | ----- | ----- | ----- | ----- | ----- | ----- | ----- | ----- | ----- | ----- | ----- | ----- | ----- | ----- | ----- | ----- | ----- | ----- | ----- | ----- | ----- | ----- | ----- |
| А      | 18    | 22    | 22    | 22    | 16    | 18    | 15    | 16    | 16    | 19    | 15    | 16    | 15    | 16    | 15    | 16    | 18    | 12    | 12    | 14    | 11    | 19    | 10    | 14    | 17    | 11    | 10    | 11    | 14    | 15    | 10    | 15    | 10    | 11    |
| Б      | 18    | 22    | 22    | 21    | 17    | 17    | 16    | 14    | 15    | 18    | 16    | 16    | 14    | 15    | 16    | 18    | 18    | 14    | 12    | 14    | 13    | 19    | 10    | 14    | 17    | 12    | 10    | 11    | 13    | 16    | 10    | 15    | 10    | 11    |
| В      | 18    | 22    | 22    |       |       | 17    | 14    | 14    | 16    | 18    | 15    | 16    | 15    | 13    |       |       |       |       |       |       |       | 19    | 10    | 14    | 17    |       |       |       |       |       |       |       |       |       |
| Всього | 18    | 22    | 22    | 43    | 33    | 52    | 45    | 44    | 47    | 55    | 46    | 48    | 44    | 44    | 31    | 34    | 36    | 26    | 24    | 28    | 24    | 19    | 10    | 14    | 17    | 23    | 20    | 22    | 27    | 31    | 10    | 15    | 20    | 22    |

Підсумкова таблиця (топ-10) станом на 1 липня 2010 року.
| М   | Команда        | Нас. пункт     | У  | I   | В   | Н   | П   | МЗ  | МП  | РМ   | О   | Примітка                                               |
| --- | -------------- | -------------- | -- | --- | --- | --- | --- | --- | --- | ---- | --- | ------------------------------------------------------ |
| 1.  | «Титан»        | Армянськ       | 19 | 586 | 262 | 138 | 186 | 818 | 637 | 181  | 662 |                                                        |
| 2.  | «Кристал»      | Херсон         | 14 | 450 | 198 | 89  | 163 | 589 | 492 | 97   | 485 | Враховані виступи «Водник», СК «Херсон», «Таврія»      |
| 3.  | «ОЛКОМ»        | Мелітополь     | 15 | 452 | 164 | 114 | 174 | 515 | 549 | -34  | 442 | Враховані виступи «Торпедо»                            |
| 4.  | «Рось»         | Біла Церква    | 17 | 524 | 171 | 100 | 253 | 484 | 726 | -242 | 442 | Враховані виступи «Ригонда», «Трансімпекс-Рось»        |
| 5.  | «Десна»        | Чернігів       | 10 | 316 | 192 | 50  | 74  | 526 | 278 | 248  | 434 |                                                        |
| 6.  | ФК «Суми»      | Суми           | 12 | 366 | 145 | 82  | 139 | 406 | 432 | -26  | 372 | Враховані виступи «Явір» (Краснопілля)                 |
| 7.  | «Енергія»      | Южноукраїнськ  | 14 | 432 | 130 | 98  | 204 | 381 | 574 | -193 | 358 | Враховані виступи «Артанія» (Очаків), «Олімпія ФК АЕС» |
| 8.  | «Гірник-Спорт» | Горішні Плавні | 15 | 450 | 135 | 85  | 230 | 461 | 670 | -209 | 355 | Враховані виступи «Гірник»                             |
| 9.  | «Галичина»     | Дрогобич       | 11 | 374 | 137 | 80  | 157 | 403 | 435 | -32  | 354 |                                                        |
| 10. | «Динамо-3»     | Київ           | 11 | 328 | 125 | 89  | 114 | 364 | 311 | 53   | 339 |                                                        |

### Третя ліга
Кількість команд на початок сезону:
| 1992 | 92/93 | 93/94 | 94/95 |
| ---- | ----- | ----- | ----- |
| 9+9  | 18    | 18    | 22    |

Турнірна таблиця всіх чемпіонатів (Топ-10)
| М   | Команда          | Нас. пункт | У | I   | В  | Н  | П  | МЗ  | МП  | РМ  | О   | Примітка                                             |
| --- | ---------------- | ---------- | - | --- | -- | -- | -- | --- | --- | --- | --- | ---------------------------------------------------- |
| 1.  | «Нива»           | Миронівка  | 3 | 110 | 62 | 25 | 23 | 144 | 71  | 73  | 149 | Враховані виступи «Нива-Борисфен», «Нива» (Карапиші) |
| 2.  | «Торпедо»        | Мелітополь | 3 | 110 | 48 | 29 | 33 | 125 | 106 | 19  | 125 |                                                      |
| 3.  | ЦСКА             | Київ       | 2 | 76  | 46 | 9  | 21 | 126 | 70  | 56  | 101 | Враховані виступи ЦСК ЗСУ                            |
| 4.  | «Авангард»       | Жидачів    | 3 | 110 | 39 | 28 | 43 | 121 | 141 | -20 | 106 |                                                      |
| 5.  | «Хутровик»       | Тисмениця  | 2 | 76  | 42 | 15 | 19 | 116 | 67  | 49  | 99  |                                                      |
| 6.  | «Система-Борекс» | Бородянка  | 2 | 76  | 41 | 17 | 18 | 113 | 47  | 66  | 99  | Враховані виступи «Гарт»                             |
| 7.  | «Оскіл»          | Куп'янськ  | 2 | 76  | 40 | 11 | 25 | 102 | 84  | 18  | 91  |                                                      |
| 8.  | «Фрунзенець»     | Саки       | 2 | 68  | 34 | 17 | 17 | 99  | 57  | 42  | 85  | Враховані виступи «Фрунзенець» (Фрунзе)              |
| 9.  | «Фетровик»       | Хуст       | 3 | 110 | 32 | 10 | 68 | 80  | 119 | -39 | 74  |                                                      |
| 10. | «Промінь»        | Самбір     | 2 | 68  | 26 | 8  | 34 | 78  | 91  | -13 | 60  | Враховані виступи «Промінь» (Воля Баранецька)        |